# Houghton, Norfolk
Houghton är en en ort, civil parish och församling (ecclesiastical parish) i Engelska kyrkan i Storbritannien. Den ligger i grevskapet Norfolk och riksdelen England, i den sydöstra delen av landet, 160 km norr om huvudstaden London.
Houghton Hall, ett berömt engelskt country house som premiärminister Robert Walpole lät bygga på 1720-talet, ligger i Houghton. Både Robert Walpole och sonen Horace, en framstående författare, ligger begravda i kyrkan St Martin's Church.
Kustklimat råder i trakten. Årsmedeltemperaturen i trakten är 8 °C. Den varmaste månaden är juli, då medeltemperaturen är 17 °C, och den kallaste är december, med 0 °C.